# 王一夫
王一夫（1910年6月—1991年2月10日），曾用名王铁良，男，辽宁辽阳人，中华人民共和国政治人物。

## 生平
早年在北平师范大学从事学生运动，后被国民政府逮捕。1932年，出狱后参加察哈尔抗日同盟军，任骑兵第二师政治部主任。后担任东北大学校长、东北人民政府内务部常务副部长。1953年，出任中华人民共和国内务部副部长、常务副部长。1979年，出任中共天津市委副书记、市革委会副主任。1982年，出任中国法学会副会长。1991年2月10日去世。